# Kung Wu av Qin
Kung Wu (秦武王; Qín Wǔ Wáng), död 307 f.Kr., var en kung över det kinesiska riket Qin under epoken De stridande staterna. Hertig Xiao regerade från 311 f.Kr. till 307 f.Kr. och hans personnamn var Ying Dang (嬴蕩).
Kung Wu tillträdde som kung över Qin efter att hans far Kung Huiwen avlidit 311 f.Kr..
Kung Wus regeringstid inleddes med att representanter från de 5 staterna Han, Wei, Qi, Chu och Zhao kom till Qin för att visa sin lojalitet. Kung Wu besökte även under sitt första år riket Weis kung i Linjin, (dagens Linyi i Shanxi). Kung Wu tvingade även generalen Wei Zheng och ministern Zhang Yi till exil, och de begav sig öster ut mot Wei. (Zhang Yi avled året efter, och Wei Zhengs öde förblev okänt.) Qins styrkor attackerade också Yiqu, Dan och Li.
Kung Wu uppgraderade 310 f.Kr. titeln försteminister (från 相 till 丞相) och tillsatte Shuli Ji och Gan Mao som höger respektive vänster försteminister.
309 f.Kr. hade Kung Wu ett möte med riket Hans Kung Xiang utanför Linjin. På hösten samma år skickade Kung Wu försteminister Gan Mao för att leda ett anfall på Hanfästet Yiyang i Henan. 308 f.Kr. Intogs staden av Gan Maos styrkor och en massaker på 60 000 personer genomfördes. Efter slaget begav sig armén över till norra sidan om Gula floden och befäste staden Wusui med en stadsmur.
Kung Wu skadade sig svårt i en olycka när han tävlade med ministern Meng Yue om att lyfta ett tingastativ (en bronsbehållare). Kungen bröt sitt knä, och avled till slut 307 f.Kr. av skadan. Meng Yue och hela hans släkt avrättades för händelsen. Kung Wu, vars kejsarinna var en kvinna från staten Wei, hade ingen son, och därmed ingen kronprins. Dock hade kungen av halvbror, men han satt som gisslan i staten Yan långt borta i nordöst. Hoven i Yan var behjälpliga med att eskortera tillbaka halvbrodern till Qin, varefter han kröntes som Kung Zhaoxiang.